# Newmarket (Ontario)

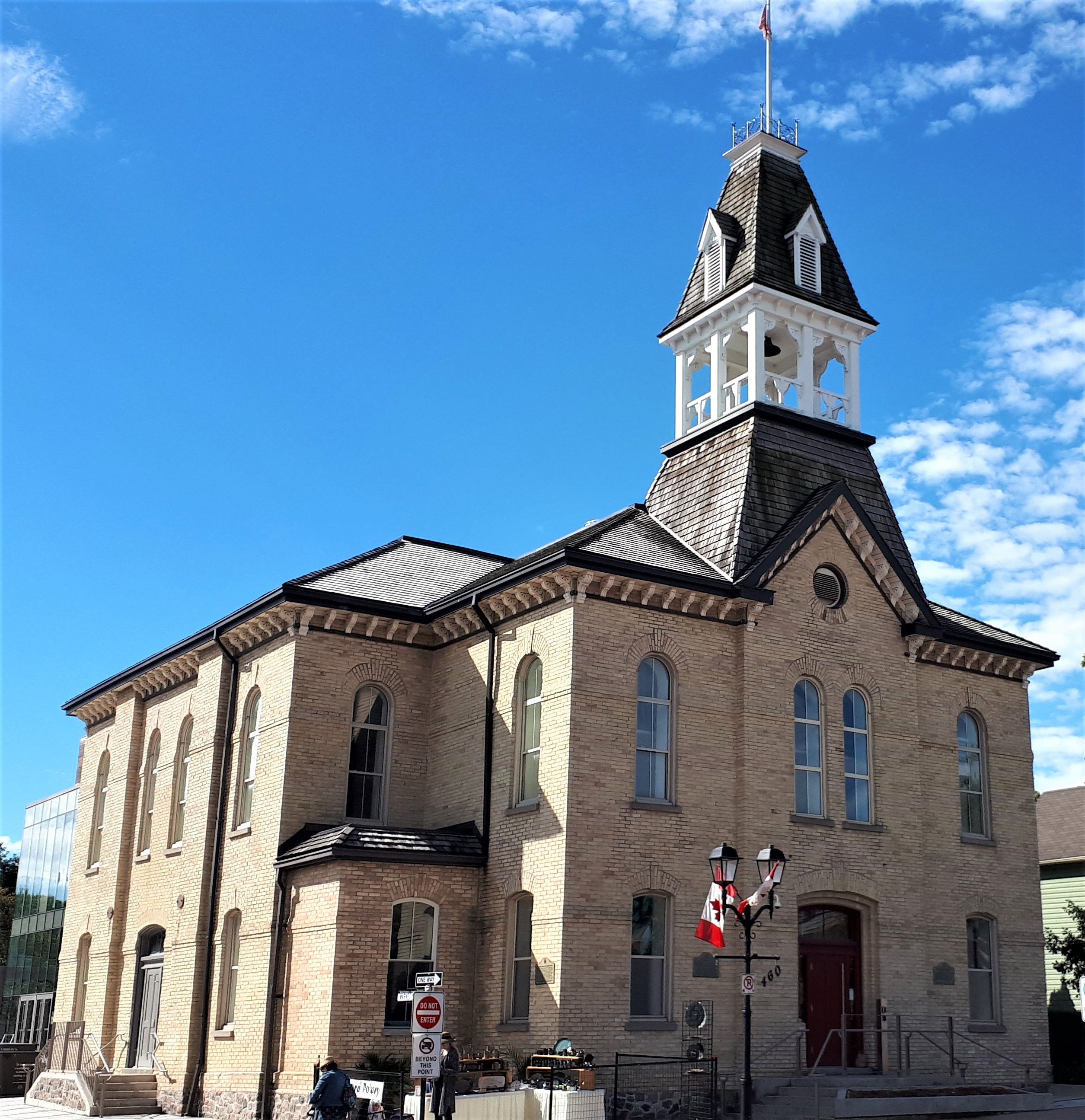
Newmarket (Ontario)

Newmarket è una città situata nella provincia dell'Ontario, in Canada. Si trova a circa 25 km di distanza dalla città di Toronto. La città è stata fondata nel 1801 da Timothy Rogers.
La città ha dato i natali al famoso attore Jim Carrey. 

## Geografia fisica
Le coordinate geografiche di Newmarket sono 44°05 N 79°45 W. La città è situata a 239 m s.l.m. e la sua superficie è di 38,07 km². Le città più vicine sono East Gwillimbury, Whitchurch-Stouffville, Aurora e King.

## Società
Secondo il censimento del 2011, Newmarket contava 79.978 abitanti. Secondo il censimento del 2006, nel 2026 la popolazione della città ammonterà a circa 98.000 abitanti.

### Evoluzione demografica
- 1841: 600 ab.
- 1871: 1.760 ab.
- 1881: 2.006 ab.
- 1891: 2.143 ab.
- 1901: 2.125 ab.
- 1911: 2.966 ab.
- 1921: 3.626 ab.
- 1931: 3.748 ab.
- 1941: 4.026 ab.
- 1951: 5.356 ab.
- 1961: 8.932 ab.
- 1971: 18.941 ab.
- 1981: 29.753 ab.
- 1991: 45.474 ab.
- 2001: 65.788 ab.
- 2006: 74.295 ab.
- 2011: 79.978 ab.